# Die Another Day
Die Another Day er en britisk actionfilm fra 2002. Filmen er den 20. i EON Productions serie om den hemmelige agent James Bond, der blev skabt af Ian Fleming. Hovedrollen som Bond spilles for fjerde og sidste gang af Pierce Brosnan.
Filmens historie er nyskrevet bortset fra et par elementer fra romanerne Moonraker og You Only Live Twice. Til gengæld benyttede man anledningen til at markere jubilæerne for hhv. 20. film og 40 år med James Bond-film. Dette skete ved at der i filmen er en række hints til de 19 foregående film i form af personnavne, replikker og detaljer. I Q's lager ses for eksempel flere hjælpemidler fra de tidligere film så jetrygsækken fra Thunderball og Rosa Klebbs sko med giftkniv fra From Russia with Love. En anden detalje er den bog, Bond låner hos Raoul. Det er A Field Guide to the Birds of the West Indies skrevet af en virkelig James Bond, som Fleming opkaldte sin romanhelt efter.
Et par scener i filmen foregår på en nedlagt London Underground-station Vauxhall Cross. Stationen er fiktiv, og optagelserne med den fandt sted hos Pinewood Studios. Den er dog tydeligt inspireret af den virkelige nedlagte station Aldwych. Filmens producenter forestillede sig, at stationen kunne være endestation for en sidebane fra Piccadilly Line med endestation under Secret Intelligence Services virkelige hovedkvarter ved Vauxhall Cross.

## Plot
Bond er på mission i Nordkorea, men nogen forråder ham, og han må tilbringe 14 måneder i ulidelige pinsler i et nordkoreansk fængsel. Vel ude igen vil Bond have fat i forræderen. Sporene fører via Cuba og Storbritannien til Island og den nyrige milliardær Gustav Graves. Graves er tilsyneladende kommet ud af intet eller er han nu også det?

## Medvirkende
- Pierce Brosnan – James Bond.
- Halle Berry – Giacinta 'Jinx' Johnson.
- Toby Stephens – Gustav Graves.
- Rosamund Pike – Miranda Frost.
- Judi Dench – M.
- John Cleese – Q.
- Madonna – Verity.
- Rick Yune – Zao
- Will Yun Lee – Moon
- Michael Madsen – Falco
- Colin Salmon – Robinson
- Samantha Bond – Miss Moneypenny

Flysterwadessen der serverer Bond en drink er den tidligere James Bond-skuespiller Roger Moores datter Deborah Moore.

## Bogen
Samme år som filmen udkom også bogen Die Another Day (Dø igen i morgen) som Raymond Benson skrev på basis af filmmanuskriftet. Bogen følger filmen men er dog udvidet på forskellige punkter.